# 유화 (전조)
유화(劉和, ? ~ 310년)는 중국 오호 십육국 시대 한(漢, 훗날의 전조)의 제2대 황제(재위: 310년)이다. 자는 현태(玄泰), 묘호와 시호는 없으며, 폐황제(廢皇帝)로 불린다. 아버지 유연과 흉노(匈奴)의 귀족인 어머니 호연씨(呼延氏) 사이에서 태어난 맏아들이다.

## 생애
유연이 한나라를 건국하자 대장군에 임명되었으며, 유연이 황제에 즉위하자 대사마(大司馬)를 겸임하고 양왕(梁王)에 봉해졌다. 310년에 황태자로 책봉되었다.
310년에 유연이 죽자 뒤를 이어 즉위하였다. 즉위한 직후 외숙인 호연유(呼延攸)를 재상에 임명하였다. 유화는 황제에 즉위하였으나 배다른 동생인 유총(劉聰)을 비롯하여 여러 동생들이 강대한 무력을 갖추고 있었기 때문에 이를 두려워하였다. 마침 호연유가 이들을 숙청할 것을 간언하자, 유화는 그 말을 받아들여 동생들에 대한 숙청에 착수하였다. 유총과 유예를 제외한 다른 동생들은 모두 살해하는 데 성공하였으나 유총에게는 내통자가 있어 실패하였으며, 황족들 중에서 가장 강대한 힘을 가지고 있던 유총에게 군사가 격파당하고 광극전(光極殿)의 서실(西室)에서 살해되었다. 재위 기간은 겨우 7일이었다.

## 가족관계
- 부황 : 고조 광문황제 유연(高祖 光文皇帝 劉淵)
- 모후 : 무원황후 호연씨(武元皇后 呼延氏)
  - 아우 : 유공(劉恭)
  - 아우 : 유총(劉聡;劉聰) 소무제(昭武帝)
  - 아우 : 유유(劉裕)
  - 아우 : 유륭(劉隆)
  - 아우 : 유애(劉乂)
  - 아우 : 유요(劉曜)(※유요는 유연의 양자이다.)

| 전 임 광문제 유연 | 제2대 전조 황제 310년 | 후 임 소무제 유총 |